# 富良野オムカレー

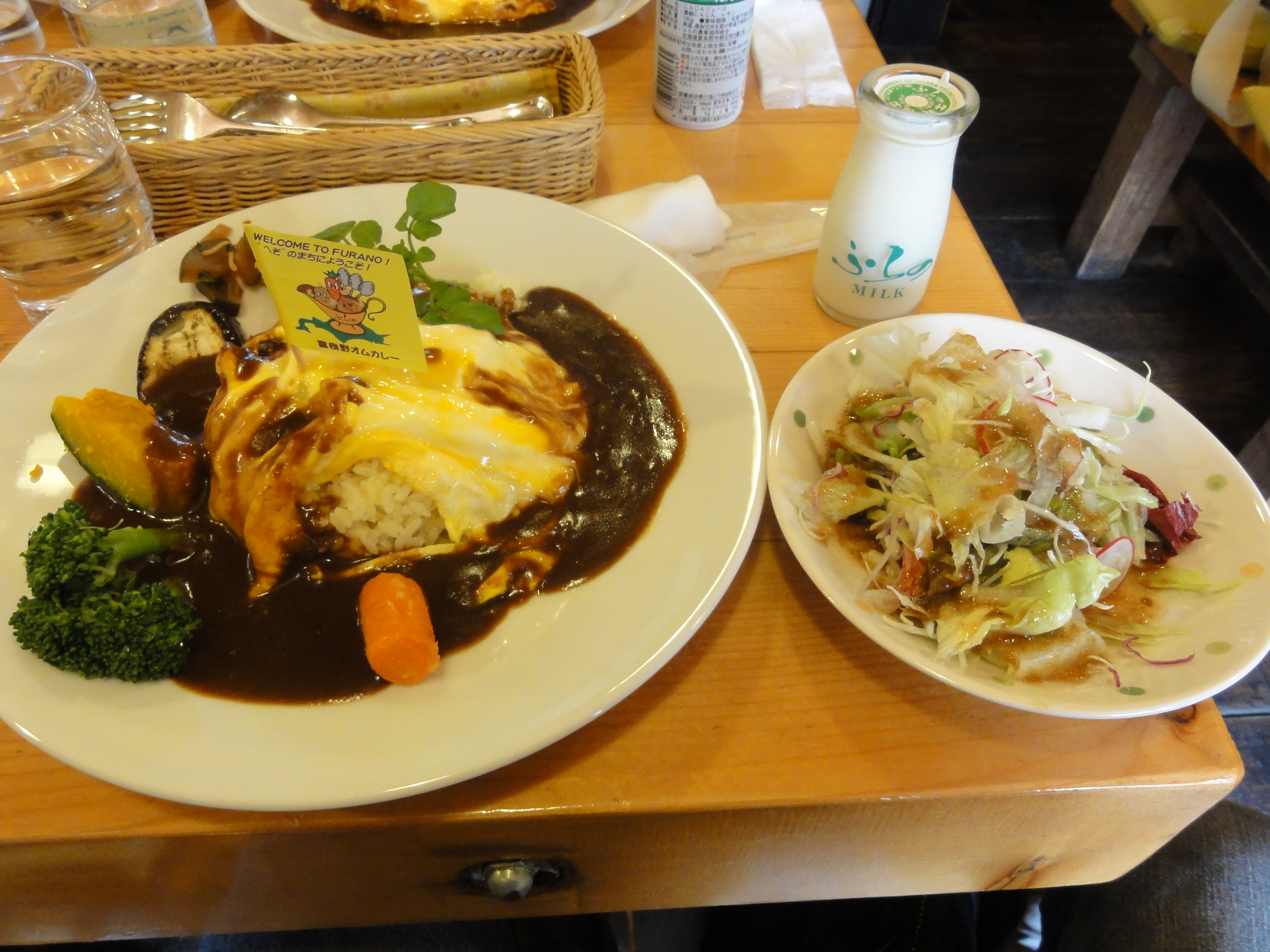
富良野オムカレーの例
一品メニューとふらの牛乳（瓶）添え

富良野オムカレー（ふらのオムカレー）は、北海道富良野市のご当地グルメ。オムレツを載せたカレーライスである。

## 概要
「食による地域活性化」を目的として考案された料理である。
富良野オムカレー推進協議会の調べでは、2006年3月の提供開始以降、2012年3月までで356,400食を提供しており、2010年、2011年は年間8万食を超えている。
2006年3月当時の提供店舗数は8店舗であったが、2012年4月現在は13店舗での提供となっている。

## 定義
「富良野オムカレー推進協議会」では以下の6か条を義務付けている。
| - 第1条 お米は富良野産を使い、ライスに工夫をこらす。 - 第2条 卵は原則富良野産を使い、オムカレーの中央に旗をたてる。 - 第3条 富良野産の「チーズ（バター）」もしくは「ワイン」を使用する。 - 第4条 野菜や肉、福神漬（ピクルス）なども富良野産にこだわる。 - 第5条 富良野産の食材にこだわった一品メニューと「ふらの牛乳」をつける。 - 第6条 料金は税抜1,500円以内で提供する。 |

加えて、消費者満足度を高めるために以下の4か条が定められている。
| - 常においしさと食材にこだわる。 - 笑顔のサービス。 - 毎月6の日を「富良野オムカレーの日」とすること。 - 提供店同士は連携（絆）を大事にする。 |

## 歴史

### 前史
富良野市は北海道のほぼ中央に位置し、『国民体育大会』スキー競技会、『全日本スキー選手権』、『FISワールドカップ』の開催地であったり、テレビドラマ『北の国から』に代表される舞台芸術の町として多くの多様な観光客を引きつけてきた。しかし、21世紀に入ると富良野は「ラベンダー畑の町」としてのブランド力は持続しているものの、スキーブームは復活せず、『北の国から』も2002年に最終を迎えるなど、これまで富良野を支えてきた地域ブランドの要素が失われかねない状態にあり、基盤産業の持続という観点からも、新しい観光資源を模索する必要がでてきた。
また、富良野では多様な農産物が生産され、農業産出額は180億円を誇るが、多くは未加工であったり低次加工のままで他の地域に移出されるにとどまっている。このため、豊富な地元食材があるにも関わらず「富良野と言えばこれ」というような有名な料理が無かった。

### 食のトライアングル研究会
2002年7月に富良野市職員7人によって「食のトライアングル研究会」が発足し、具体的な食によるまちおこしの活動がスタートする。「トライアングル」は「食材を生産する農業（農民・JA）」、「食材や料理を販売する商業（飲食店）」「料理を食する市民・観光客など消費者」の3者であり、この3者をいかに連携させるかという問題意識から名付けられている。
選定された料理は、スパイス以外は全て富良野産の食材でまかなえる「カレー」であった。カレーはアレンジがしやすく、食の幅を広げやすいという利点もあり、子どもから大人、老若男女に広く愛される家庭料理の定番であり、B級グルメ、ご当地グルメによるまちおこしに適した料理でもあった。
富良野市内の飲食店で地元食材を使ったカレーを提供してもらう必要があるため、研究会では最初の2か月間にメンバーが市内の飲食店や他の様々な業界に声をかけて交渉を行った。

### ふらのカレンジャーズ
富良野カレー推進のため、富良野市内22の飲食店が「ふらのカレンジャーズ」を結成し、毎月22日を「カレーの日」として加盟する各店がドリンクサービスや割引サービスを提供するようになった。
また、地元食材の有効利用に取り組んでいた北海道富良野緑峰高等学校の教諭の協力で、2003年には同校園芸科の生徒をカレーのまちPRガール「ふらのカレンジャー娘」に任命し、地元のスーパーで自作カレーの試食提供や、ハウス食品の地域限定CMに出演するといった広報活動も行われた。なお、2019年と2023年には、同校男子生徒による「Team Homme（チーム・オム）」も活動を行っている。
しかしながら、こういった活動を行う中、いくら地元産の農産物を使っていても、カレーだけでは富良野の独自性を出す事は難しいということが判明する。

### 富良野オムカレー誕生
富良野カレーをブランド化し、独自性を出すには一定の定義やルールが必要であると判断され、2005年10月に「富良野カレーブランドづくりフォーラム」が開催される。そこでリクルートの旅行雑誌『北海道じゃらん』編集長のヒロ中田から「カレーライスから一歩踏み込んだ新しいカテゴリーとして、地元食材にこだわったオムカレーをご当地メニューに」との提案を受ける。
食のトライアングル研究会では、飲食店や食材の提供者たちと意見交換を行いながら、ルールづくりに取りかかり、地元食材や提供スタイルを定義づけした6か条と消費者満足度を高める4か条を定め、2006年3月に新たなご当地グルメ「富良野オムカレー」を発表する。
同年3月20日からは、富良野市内8店舗の飲食店やホテルでメニュー化された。その後、富良野オムカレー提供店を紹介する販促ツールとして「オムカレーマップ」が製作され、富良野オムカレー応援ソング、北海道カレーサミットやB-1グランプリなど北海道内外のイベントに参画するといった活動が行われ、『北海道じゃらん』を始めとしたメディアでの紹介もあって、富良野オムカレーの知名度は増していった。

### 富良野オムカレー推進協議会
富良野オムカレーに限らず、日本全国でB級グルメ、ご当地グルメの開発、再発見、食と観光によるまちおこしが盛んになっており、地域間競争に結びついていく可能性が指摘されていた。富良野オムカレーもPRやイベント企画、ルールづくりといった普及と定着に向けた取組みは食のトライアングル研究会に依存するところが多く、富良野カレー提供店同士の競争と連携による組織力が脆弱でもあった。「地域ぐるみで富良野オムカレーを盛り上げようという機運は高まっておらず、盛り上がっているのは研究会だけなのでは」という疑問も芽生えてくる。
こういった問題を克服し、富良野オムカレー提供店自らが利益を生み出す仕組み、持続させるシステムを構築することが課題であり、長期的に富良野オムカレーを維持していくためには、組織力を高め地域ぐるみで活動を続けることが重要であるとの問題意識が共有されるようになった。
2009年4月に富良野オムカレー提供店の店主が主体となった「富良野オムカレー推進協議会」が設立された。協議会会長には提供店主が就任して、食のトライアングル研究会の中心人物が事務局長に就任した。
提供店主体の活動となり会員から会費を徴収するようになったことで、組織的活動が容易になった。また、富良野オムカレー第2条で定められている「旗」を協議会から1本25円で専売することで、製作原価を差し引いて1本あたり22円（ランチ旗の場合）が協議会の収入となる仕組みづくりも行われた。
2012年の例では、富良野オムカレーは年間約8万食の販売実績があることから、会費と合わせて収入額は約220万円になり、これが協議会の活動費となる。

## 課題
2013年時点では、富良野オムカレー提供店の中には、個々に農家から野菜を買い入れているところも存在している。これは農家側からすると富良野オムカレーに提供する野菜の量は極微量であり、年間を通した安定供給も難しいことから契約を交わして提供することが難しくなっている。地元農協では通年を通した安定供給が可能となっている貯蔵庫は確保されてはいるが、富良野オムカレーとしての消費量は微量であり、なおかつ、冬季にはさらに消費量が落ち込む。
富良野オムカレー提供店で「オムカレー推進協議会」を作って活動するが、これに賛同する農家で情報共有をして、効率的な農産物供給を行っていくことが求められることになろう。農家側でも推進協議の活動をバックアップする組織をつくり、一例として野菜提供を農家の持ちまわりにする、個別販売を行っている農家を中心に提供をするといった効率的で長期的な野菜供給を可能にする仕組みづくりが必要になってくる。